# Lågedammarna
Lågedammarna är en sjö i Hörby kommun i Skåne och ingår i Rönne ås huvudavrinningsområde.